# Pixinguinha
Alfredo da Rocha Viana, connu sous le pseudonyme de Pixinguinha, (né à Rio de Janeiro, le 23 avril 1897 et mort dans cette même ville, le 17 février 1973), est un flûtiste, saxophoniste, compositeur, chanteur, arrangeur et chef d'orchestre brésilien.
Il est un des plus célèbres compositeurs de musique populaire brésilienne, en compagnie de Ari Barroso, A.C Jobim, Dorival Caymmi, Chico Buarque et Edu Lobo.

## Biographie
Alfredo da Rocha Viana naît en 23 avril 1897 et commence à jouer de la flûte et du saxophone vers l'année 1920. Il fonde le groupe Oito Batutas, avec João Pernambuco et Donga. En 1916, il compose Carinhoso, et en 1928 Lamentos. Il reçoit de nombreuses critiques jugées injustes, pour l'influencer et le diriger vers le jazz.
Il chante aussi en duo avec Vinícius de Moraes et Carmen Miranda. Il fut, avec Heitor Villa-Lobos, l'un des plus grands compositeurs de musique populaire brésilienne, surtout de Choro.
Il meurt en 17 février 1973, dans l'église de  Nossa Senhora da Paz, à Ipanema, alors qu'il doit être parrain d'une cérémonie de baptême.
On peut voir Pixinguinha dans le film documentaire de Pierre Barouh de 1969, Saravah.

## Compositions
- A pombinha (En duo avec Donga)
- A vida é um buraco
- Abraçando Jacaré
- Agüenta, seu Fulgêncio
- Ai, eu queria (En duo avec Vidraça)
- Ainda existe
- Ainda me Recordo
- Amigo do povo
- Assim é que é
- Benguelê
- Bianca (En duo avec Andreoni)
- Buquê de flores (En duo avec W. Falcão)
- Cafezal em flor (En duo avec Eugênio Fonseca)
- Carinhos
- Carinhoso (En duo avec João de Barro)
- Carnavá tá aí (En duo avec Josué de Barros)
- Casado na orgia (En duo avec João da Baiana)
- Casamento do coronel Cristino
- Céu do Brasil (En duo avec Gomes Filho)
- Chorei
- Chorinho no parque São Jorge (En duo avec Salgado Filho)
- Cochichando (En trio avec João de Barro e Alberto Ribeiro)
- Conversa de crioulo (En duo avec Donga e João de Baiana)
- Dança dos ursos
- Dando topada
- Desprezado
- Diplomata
- Displicente
- Dominante

- Dominó
- Encantadora
- Estou voltando
- Eu sou gozado assim

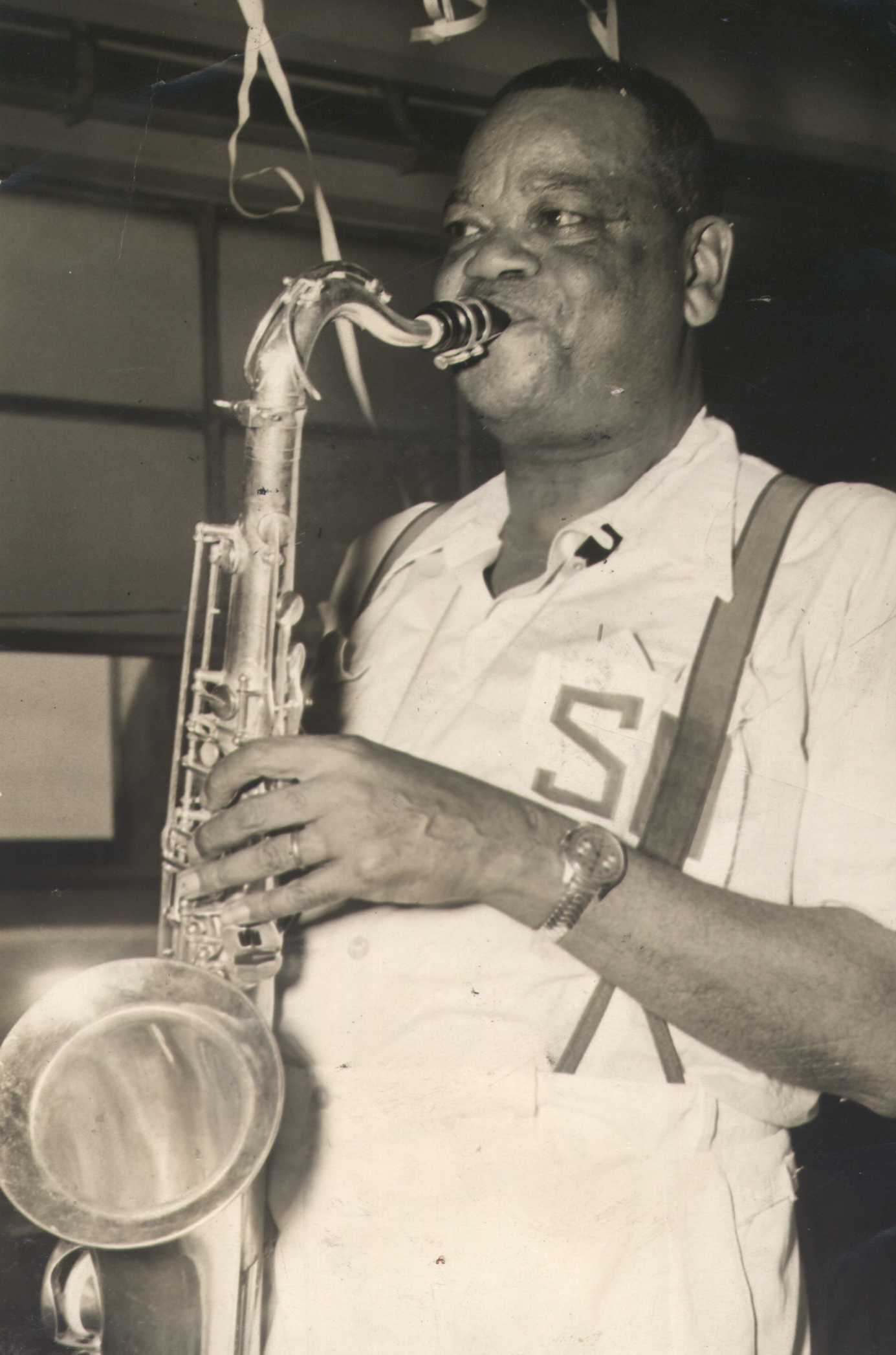
Pixinguinha, 1959.

- Fala baixinho (En duo avec Hermínio Bello de Carvalho)
- Festa de branco (En duo avec Baiano)
- Foi muamba (En duo avec Índio)
- Fonte abandonada (En duo avec con Índio)
- Fratenidade
- Gargalhada
- Gavião calçudo (En duo avec Cícero de Almeida)
- Glória
- Guiomar (En duo avec Baiano)
- Há! hu! lá! ho! (En trio avec Donga e João da Baiana)
- Harmonia das flores (En duo avec Herminio Bello de Carvalho)
- Hino a Ramos
- Infantil
- Iolanda
- Isso é que é viver (En duo avec Herminio Bello de Carvalho)
- Isto não se faz (En duo avec Herminio Bello de Carvalho)
- Já andei (En trio avec Donga e João da Baiana)
- Já te digo (En duo avec China)
- Jardim de Ilara (En duo avec C. M. Costal)
- Knock-out
- Lamento
- Lamentos (En duo avec Vinícius de Moraes)
- Lá-ré
- Leonor
- Levante, meu nego
- Lusitânia (In coppia con F. G. D.)
- Mais quinze dias
- Mama, meu netinho (En duo avec Jararaca)
- Mamãe Isabé (En duo avec João da Baiana)
- Marreco quer água
- Meu coração não te quer (En duo avec E. Almeida)
- Mi tristezas solo iloro
- Mulata baiana (En duo avec Gastão Viana)
- Mulher boêmia
- Mundo melhor (En duo avec Vinícius de Moraes)
- Não gostei dos teus olhos (En duo avec João da Baiana)
- Não posso mais
- Naquele tempo
- Nasci pra domador (En duo avec Valfrido Silva)
- No elevador
- Noite e dia (En duo avec W. Falcão)
- Nostalgia ao luar
- Número um
- O meu conselho
- Os batutas (En duo avec Duque)
- Os cinco companheiros
- Os home implica comigo (En duo avec Carmen Miranda)
- Onde foi Isabé
- Oscarina
- Paciente
- Página de dor (En duo avec Índio)
- Papagaio sabido (In coppia con C. Araújo)
- Patrão, prenda seu gado (En trio avec Donga e João da Baiana)
- Pé de mulata
- Poema de raça (En trio avec Z. Reis e Benedito Lacerda)
- Poética
- Por vôce fiz o que pude (En duo avec Beltrão)
- Pretenciosa
- Promessa
- Que perigo
- Que querê (En duo avec Donga e João da Baiana)
- Quem foi que disse
- Raiado (En duo avec Gastão Viana)
- Rancho abandonado (En duo avec Índio)
- Recordando
- Rosa (En duo avec Otávio de Sousa)
- Rosa
- Samba de fato (En duo avec Baiano)
- Samba de nego
- Samba do urubu
- Samba fúnebre (En duo avec Vinícius de Moraes)
- Samba na areia
- Sapequinha
- Saudade do cavaquinho (En duo avec Muraro)
- Seresteiro
- Sofres porque queres
- Solidão
- Sonho da Índia (En trio avec N. N. e Duque)
- Stella (In trio con Castro e Sousa)
- Teu aniversário
- Teus ciúmes
- Triangular
- Tristezas não pagam dívidas
- Um a zero (En duo avec Benedito Lacerda)
- Um caso perdido
- Uma festa de Nanã (En duo avec Gastão Viana)
- Urubu
- Vamos brincar
- Variações sobre o urubu e o gavião
- Vem cá! não vou!
- Vi o pombo gemê (En trio avec Donga e João da Baiana)
- Você é bamba (En duo avec Baiano)
- Você não deve beber (En duo avec Manuel Ribeiro)
- Vou pra casa
- Xou Kuringa (En duo avec Donga e João da Baiana)
- Yaô africano (En duo avec Gastão Viana)
- Zé Barbino (En duo avec Jararaca)
- Proezas de Solon
- Vou Vivendo